# LAST † PRAY/絶対! I LOVE YOU
「LAST † PRAY/絶対! I LOVE YOU」（ラスト・プレイ/ぜったい・アイ・ラブ・ユー）は、日本のヴィジュアル系ロックバンド・BREAKERZの11作目のシングル。

## 概要
- 前作「月夜の悪戯の魔法/CLIMBER×CLIMBER」から約3か月ぶりにして、アルバム『GO』からの先行シングル。4作連続での両A面シングルとして発売された。
- 同年5月20日にZepp Tokyoで開催された『 BREAKERZ CHARITY LIVE "CLIMBER"』で発売が告知され[1]、前作同様、後述の初回限定盤Aと初回限定盤Bで表題1曲目を入れ替えるパターンが採用された。
- 今作のカバーアートはゴシックとポップをテーマに撮影された。なお、今作の収録曲は当初全く違う内容だったらしいが、東日本大震災を経て再選曲されたという[2]。
- 表題1曲目はTBS系列『COUNT DOWN TV』のオープニングテーマとテレビ金沢系『となりのテレ金ちゃん』並びに『花のテレ金ちゃん』のエンディングテーマに起用された。TBS系列のタイアップを担当するのは「LOVE FIGHTER 〜恋のバトル〜」以来4作ぶりとなった。また、表題2曲目は「REAL LOVE 2010」以来2作ぶりにノンタイアップとなった。
- ジャケットの異なる初回限定盤Aと初回限定盤B、通常盤の3形態で発売された。特典として初回限定盤Aには表題1曲目のミュージッククリップとオフショット映像を収録したDVDが、初回限定盤Bには表題2曲目のミュージッククリップとオフショット映像を収録したDVDが、通常盤にはランダムで全4種類からなるトレーディングカードが同梱された。また、全形態購入者特典として抽選50名にメンバーから暑中見舞いの生電話がかかってくるプレゼント企画が催された[1][3][4]。
- オリコン週間チャート初登場8位を獲得。11作連続でのトップ10入りを果たした。

## 収録曲
| 全作詞: DAIGO、全編曲: BREAKERZ。 |                        |       |         |
| #                                 | タイトル               | 作詞  | 作曲    |
| 1.                                | 「LAST † PRAY」        | DAIGO | AKIHIDE |
| 2.                                | 「絶対! I LOVE YOU」   | DAIGO | DAIGO   |
| 3.                                | 「それは優しい気持ち」 | DAIGO | DAIGO   |

### 解説
1. LAST † PRAY
初めてベースのみ打ち込みで制作された、ゴシック・ロック調の楽曲[注 1]。歌詞は大きな力の前に為す術もなく翻弄されても、祈りの果てにある確かな希望を信じて命と向き合う姿勢を書いている[1][2][3]。
2. 絶対! I LOVE YOU
ストレートな愛を伝える姿勢を書いた楽曲[1][2][3]。
3. それは優しい気持ち
優しさや人との絆の大切さと向き合う姿勢を書いた楽曲[2]。

## 参加ミュージシャン
BREAKERZ
- DAIGO：Vocal & Chorus
- AKIHIDE：Guitar & Chorus、Synth Programming
- SHINPEI：Guitar & Chorus、Synth Programming

Support Musician
- 永井利光：Drums (#1)
- 土橋誠：Drums (#2)
- IKUO：Electric Bass (#2)
- 寺地秀行：Additional Synth Programming (#2)

## タイアップ
- TBS系列音楽番組『COUNT DOWN TV』2011年7月度オープニングテーマ (#1)
- テレビ金沢系夕方ワイド番組『となりのテレ金ちゃん』『花のテレ金ちゃん』2011年7月度エンディングテーマ (#1)

## 収録アルバム
- GO (#1,2)
- BREAKERZ BEST 〜SINGLE COLLECTION〜 (#1,2)